# John R. Brinkley

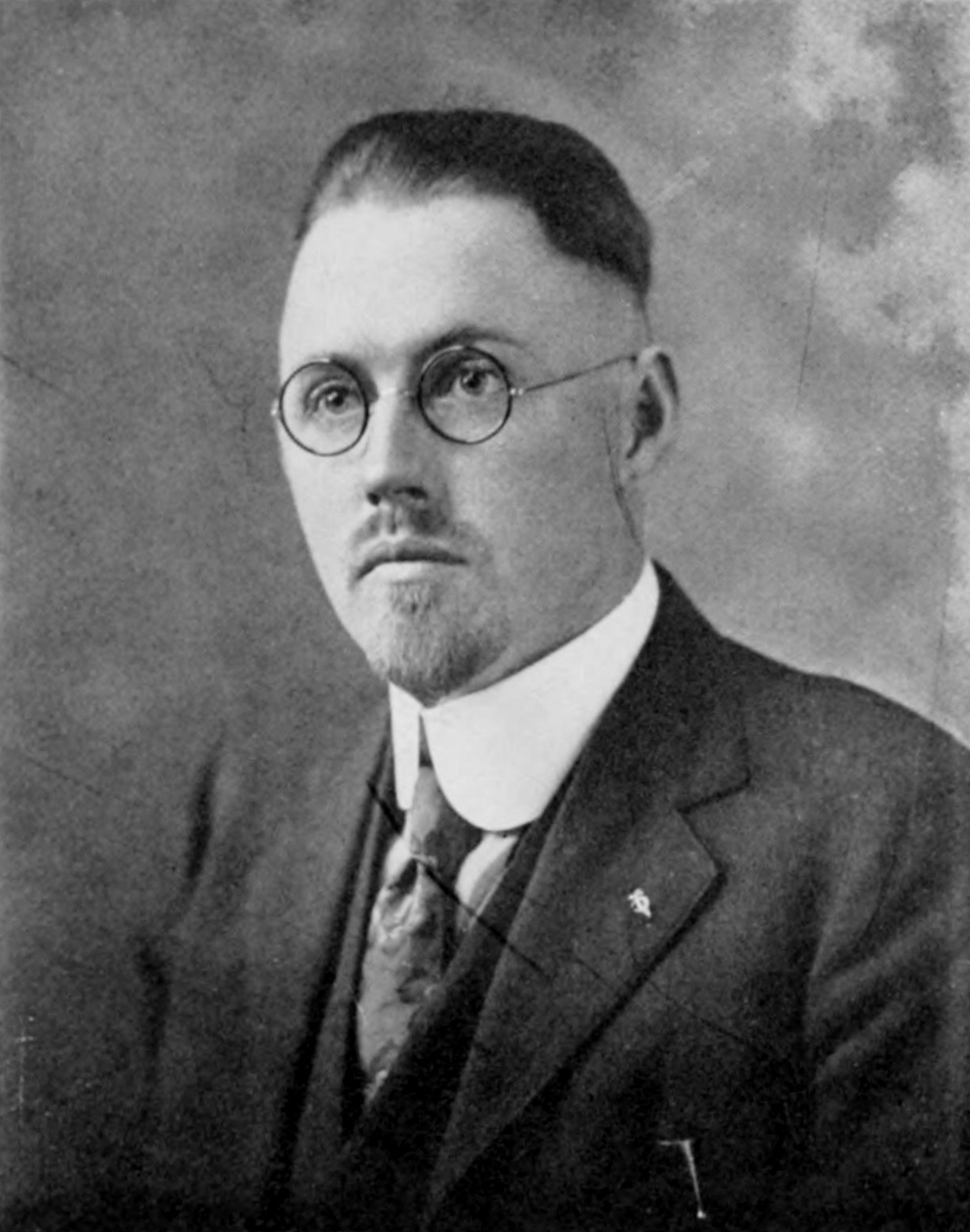
John R. Brinkley, circa 1921.

John Romulus Brinkley (* 8. Juli 1885 in Jackson County, North Carolina; † 26. Mai 1942 in San Antonio, Texas; später John Richard Brinkley) war ein US-amerikanischer Quacksalber. Ohne eine ordnungsgemäß anerkannte Ausbildung zum Arzt erwarb er seinen medizinischen Abschluss durch eine „Titelmühle“. Brinkley wurde als „goat-gland doctor“ (deutsch: „Ziegen-Drüsen-Arzt“) bekannt, nachdem er durch die Xenotransplantation von Ziegenhoden in Menschen internationale Berühmtheit und großen Reichtum erlangt hatte. Obwohl Brinkley dieses Verfahren zunächst als Mittel zur Heilung männlicher Impotenz anpries, bewarb er diese Technik später als Allheilmittel für eine Vielzahl männlicher Leiden. Brinkley betrieb Kliniken und Krankenhäuser in mehreren Bundesstaaten und konnte fast zwei Jahrzehnte lang als Arzt praktizieren, obwohl seine Techniken in der breiteren medizinischen Gemeinschaft in Misskredit geraten waren.
Nebenbei wurde er auch als Werbe- und Radiopionier bekannt. Sein erster Radiosender KFKB (heute: KFTI) feierte seinen Sendestart am 20. September 1923 und ist damit der viertälteste Radiosender der Welt. Sein zweiter Radiosender XER war mit 1.000.000 Watt Sendeleistung zeitweilig der reichweitenstärkste Hörfunk der Welt.
Obwohl ihm die Approbation bald in allen Bundesstaaten entzogen wurde, startete Brinkley, nunmehr eine nationale Berühmtheit, zwei Kampagnen für die Wahl zum Gouverneur von Kansas; in der ersten Wahl konnte er sogar die Mehrheit der Stimmen auf sich vereinen und wurde nur durch eine spontane Änderung des Wahlrechts am Sieg gehindert.
Brinkleys Aufstieg zu Ruhm und Reichtum war vergleichsweise schnell wie sein späterer Sturz. Auf dem Höhepunkt seiner Karriere hatte er Millionen von Dollar angehäuft, aber er starb fast mittellos an den Folgen der zahlreichen Klagen wegen Berufsvergehen, fahrlässiger Tötung und Betrug.

## Frühes Leben
Brinkley war Sohn von John Richard Brinkley, einem armen Mann aus den Bergen, der in North Carolina als Arzt praktizierte und während des amerikanischen Bürgerkriegs als Sanitäter in der Armee der Konföderierten Staaten diente. Die erste Ehe von Brinkley senior wurde annulliert, weil er noch minderjährig war. Nachdem er das Erwachsenenalter erreicht hatte, heiratete er vier weitere Male und überlebte jede seiner jungen Ehefrauen. Im Jahr 1870, mit 42 Jahren, heiratete er Sarah T. Mingus. Später zog ihre 24-jährige Nichte Sarah Candice Burnett in das Haus ein und begann eine Affäre mit Brinkley senior. Ihren unehelichen Sohn brachte sie in der Stadt Beta in Jackson County, zur Welt und benannte ihn nach seinem Vater sowie nach Romulus, dem mythischen Gründungsmitglied des antiken Roms: John Romulus Brinkley. Burnett starb an Lungenentzündung und Tuberkulose, als Brinkley fünf Jahre alt war. Mingus und Brinkley zogen darauf mit dem kleinen Jungen nach East LaPorte in derselben Grafschaft, in der Nähe des Tuckaseegee. Zu dieser Zeit kämpfte die Familie mit Geldproblemen.
Brinkley senior starb, als sein Sohn zehn Jahre alt war. Der besuchte eine Einraum-Blockhüttenschule in der Gegend von Tuckasegee, die jedes Jahr in kurzen viermonatigen Perioden im Winter lehrte. Dort lernte er Sally Margaret Wike kennen, die Tochter eines wohlhabenden Mitglieds der Schulbehörde. Als Brinkley 13 Jahre alt war, wurde die Schulzeit von vier auf acht Monate verlängert und erstmals ausgebildete Lehrer eingestellt. Mit 16 Jahren beendete Brinkley seine Schulzeit und begann, Post zu liefern und den Umgang mit dem Telegrafen zu lernen. Sein Wunsch blieb es jedoch, Arzt zu werden.

## Familie und Ausbildung

### Erste Scharlatanerie und abgebrochenes Medizinstudium
Als Telegrafist zog Brinkley erst nach New York City, um für Western Union zu arbeiten und dann nach New Jersey, um bei zwei verschiedenen Eisenbahngesellschaften anzufangen. Ende 1906 kehrte er nach Hause zu Mingus, der letzten Überlebenden seiner kleinen Familie, zurück, um sie zu pflegen. Sie starb am 25. Dezember 1906. Als Wikes ihn bei sich aufnahm, um ihn zu trösten, gingen die beiden im Alter von je 22 Jahren eine Beziehung ein und heirateten nur wenige Tage später am 27. Januar 1907 in Sylva, North Carolina. Gemeinsam reisten sie umher und gaben sich als Quäker-Ärzte aus, um in ländlichen Städten eine Medicine Show zu veranstalten, in der sie eigentlich wirkungslose Substanzen als Patentmedikamente anpriesen. Brinkleys nächster Umzug führte ihn nach Knoxville, Tennessee, wo er als rechte Hand eines gewissen Dr. Burke angebliche „Potenzmittel“ verkaufte.
1907 ließ sich Brinkley mit seiner Frau in Chicago nieder, wo sie am 5. November die Geburt ihrer Tochter Wanda Marion Brinkley feierten. Er schrieb sich am Bennett Medical College ein, einer nicht akkreditierten Schule mit fragwürdigen Lehrplänen, die sich auf eklektische Medizin konzentrierte. Brinkley arbeitete nachts als Telegrafist für Western Union und besuchte tagsüber die Vorlesungen, während sich die Schulden wegen der Studiengebühren und Kosten für seine Familie häuften. Im Jahr 1908 bekamen die Brinkleys einen Sohn, der mit nur drei Tagen verstarb.
An der Universität lernte Brinkley von Drüsenextrakten und deren Auswirkungen auf den menschlichen Organismus. Er beschloss, seine Karriere in dieser Richtung voranzutreiben. Nach zwei Jahren Studium und immer höheren Schulden verdoppelte Brinkley im Sommer sein Arbeitspensum, indem er zwei Schichten bei Western Union übernahm; seine zunehmend unzufriedene Ehefrau verließ derweil in einer Nacht-und-Nebel-Aktion die gemeinsame Wohnung mitsamt der Tochter und reichte aus der Entfernung die Scheidung ein. Nach knapp zwei Monaten konnte Brinkley seine Frau ausfindig machen, entführte seine Tochter und floh mit ihr nach Kanada. Da sie keine Auslieferungsanordnung aus Kanada erwirken konnte, nahm sie ihre Klage auf Ehegatten- und Kindesunterhalt zurück, in der Hoffnung, Brinkley würde so mit dem Kind nach Chicago zurückkehren. Tatsächlich kehrte Brinkley Ende 1910 mit seiner Tochter zu Wikes zurück.
Im Jahr 1911, noch bevor Brinkley sein drittes Studienjahr beendet hatte, verließ ihn Wikes erneut und gebar ihm am 11. Juli 1911 zu Hause in der Gegend von Tuckasegee eine weitere Tochter: Erna Maxine Brinkley. Brinkley verließ Chicago und seine unbezahlten Studiengebühren, um nach North Carolina zu seiner Familie zurückzukehren und die Ehe zu retten. Er zog mit seiner Familie in verschiedene Städte in Florida und North Carolina um, „packte zusammen und zog ständig von einem Ort zum anderen.“

### Titelerwerb bei einer „Titelmühle“
Im Jahr 1912 verließ Brinkley seine Familie, um seine Ausbildung wieder aufzunehmen, diesmal in St. Louis, Missouri. Da er nicht in der Lage war, dem Bennett Medical College die geschuldeten Studiengebühren zu zahlen, wurde sich geweigert, seine schulischen Unterlagen an eine der medizinischen Fakultäten weiterzuleiten, an die sich Brinkley gewandt hatte. Stattdessen kaufte Brinkley ein Zertifikat von einer zwielichtigen Titelmühle, der Kansas City Eclectic Medical University und kehrte nach Hause zurück. Am 11. Februar 1913 wurde seine Tochter Naomi Beryl Brinkley geboren. Die fünfköpfige Familie zog erst nach New York City und kurz darauf nach Chicago. Als Brinkley sich ein weiteres Mal weigerte, seine Ausbildung zum Arzt aufzugeben, verließ Wikes ihn ein letztes Mal und nahm die drei Mädchen mit nach North Carolina.
Brinkley eröffnete in Greenville, South Carolina, zusammen mit einem Mann namens James E. Crawford (unter dem Decknamen J. W. Burks) ein Geschäft. Die beiden eröffneten ihr Geschäft als „Greenville Electro Medic Doctors“ und schalteten Anzeigen, die sich besonders an impotente Männer wandten. Sie injizierten ihren Patienten gefärbtes Wasser für 25 Dollar pro Spritze (700 Dollar nach heutigem Wert) und erklärten ihnen, es handele sich um Salvarsan oder „elektrische Medizin aus Deutschland“. Nach zwei Monaten verließen die Scharlatane überstürzt die Stadt, um ihren unzähligen Schulden aus unbezahlter Miete, Stromrechnungen und geliehener Kleidung und Arzneimittel zu entfliehen. Eine örtliche Zeitung bat um Hilfe bei der Suche nach den beiden Betrügern und berichtete, diese hätten etwa 30 bis 40 örtliche Kaufleute mit unbezahlten Schecks zurückgelassen. Diese ließen sich zwischenzeitlich in Memphis, Tennessee nieder.

### Zweite Ehe

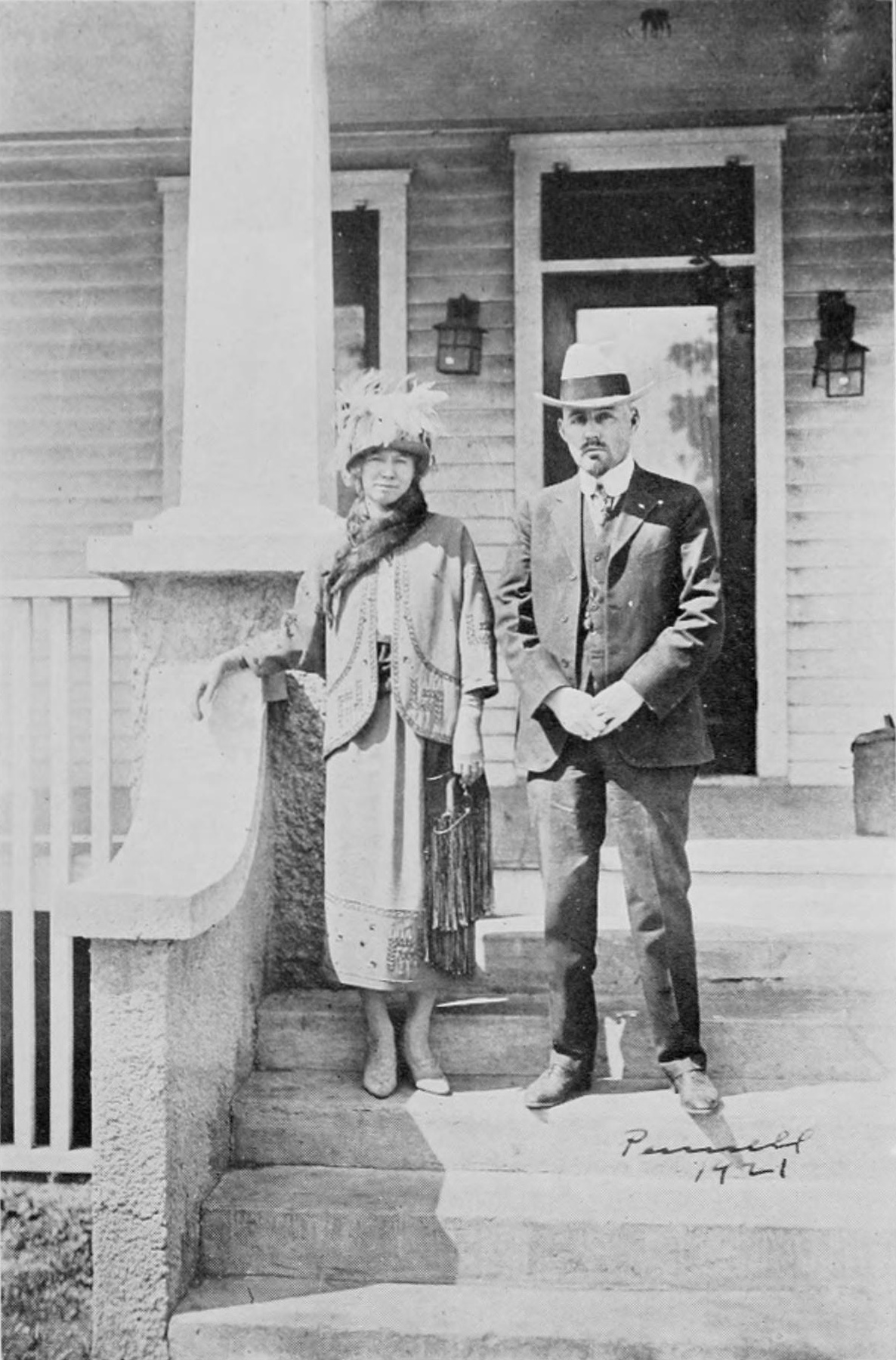
Brinkley und seine zweite Ehefrau Minnie im Jahr 1921.

In Memphis lernte Brinkley die 21-jährige Minerva Telitha Jones, genannt „Minnie“ kennen, eine Freundin Crawfords und Tochter eines örtlichen Arztes. Nach einem viertägigen Brautwerben heirateten Brinkley und Jones am 23. August 1913 im Peabody Hotel, obwohl seine erste Ehe noch rechtswirksam war. Minnie und Brinkley verbrachten ihre Flitterwochen in Kansas City, Denver, Pocatello und Knoxville. In Knoxville wurde Brinkley überraschend verhaftet und nach Greenville ausgeliefert, weil er ohne Lizenz als Arzt praktizierte und ungedeckte Schecks ausgestellt hatte. Brinkley schob die Schuld seinem ehemaligen Kollegen Crawford zu und gab den Ermittlern genügend Informationen, um diesen in Pocatello zu verhaften. Brinkley und Minnie hatten einen Sohn, John, der in den 1970er Jahren Selbstmord begehen sollte.
Brinkley und Crawford beschlossen, sich außergerichtlich mit den verärgerten Kaufleuten von Greenville auf eine Summe von mehreren tausend Dollar zu einigen. Brinkleys neuer Schwiegervater zahlte dessen Kaution, trug aber nur 200 Dollar zu seiner betrügerischen Schuldenregulierung bei (5.600 Dollar im aktuellen Wert). Ende 1913 wurde Brinkley entlassen und kehrte zu Minnie nach Memphis zurück, die zwischenzeitlich von dessen erster Ehefrau aufgesucht und über seine Bigamie informiert wurde. Minnie und Brinkley zogen nach Judsonia, Arkansas, wo er erneut eine Approbation als Arzt erwarb und als sein Spezialgebiet „Frauen- und Kindermedizin“ angab. Weil auch dieser Weg nur wenig Monetäres einbrachte, trat er dem Army Reserve Medical Corps bei.
Brinkley nahm das Angebot an, die Praxis eines anderen Arztes zu übernehmen, der aus dem Bundesstaat wegziehen wollte. Erstmals konnte er einen bescheidenen Gewinn erwirtschaften und sogar die Studiengebühren an der Bennett Medical University abbezahlen. Im Oktober 1914 zogen die Brinkleys nach Kansas City, wo er sich an der dortigen Eclectic Medical University einschrieb, um das letzte Jahr seiner in Bennett begonnenen Ausbildung zu beenden. Nachdem er die Irritationen und Vergrößerungen der Prostata bei älteren Männern untersucht und der Universität 100 Dollar (2.600 Dollar nach heutigem Wert) gezahlt hatte, machte Brinkley am 7. Mai 1915 seinen Abschluss. Sein Eclectic-Diplom erlaubte es ihm, in acht Staaten als Arzt zu praktizieren. Während seines Aufenthalts in Kansas City nahm Brinkley eine Stelle als Arzt in der Fabrik von Swift & Company an, wo er kleinere Wunden versorgte und Tierphysiologie studierte. Die dort gelernte Erkenntnis, dass nach landläufiger Meinung das gesündeste Tier die Ziege war, sollte sich für seine spätere medizinische Karriere als entscheidend erweisen.
Um zu verhindern, dass seine Bigamie aufgedeckt wird, drängte Minnie Brinkley, sich von Wikes zu scheiden; dem kam er im Dezember 1915 auch nach. Um zu verhindern, dass das Gericht sich direkt bei Wikes erkundigte, log er, dass sie in New York City geheiratet hatten und er ihren derzeitigen Wohnsitz nicht kannte. Die Scheidung wurde am 21. Februar 1916 vollzogen. Vier Tage später heirateten Minnie und Brinkley erneut, dieses Mal in Liberty, Missouri. Die vorgeschriebenen sechs Monate zwischen der Scheidung und Wiederverheiratung hatte Brinkley nicht abgewartet.
Im Jahr 1917 wurde Brinkley, inzwischen Reservist der Armee, zum Wehrdienst im Ersten Weltkrieg einberufen. Er diente jedoch nur etwas mehr als zwei Monate, ehe er an einem Nervenzusammenbruch erkrankte und entlassen wurde. Im Oktober desselben Jahres zogen Brinkley und seine Frau nach Milford, Kansas, nachdem sie eine Zeitungsanzeige gesehen hatten, in der die Stadt Ärzte anwarb.

## Karriereaufstieg als Scharlatan

### Transplantation von Ziegendrüsen
1918 eröffnete Brinkley eine Klinik mit 16 Zimmern in Milford. Bei den Einheimischen erfreute er sich schnell besonderer Beliebtheit, indem er großzügige Löhne zahlte, die örtliche Wirtschaft ankurbelte und kostengünstige Hausbesuche bei Patienten machte, wenn diese von der tödlichen Grippepandemie von 1918 betroffen waren. Obwohl er später als Scharlatan verschrien wurde, waren die Berichte über seine Erfolge bei der Behandlung von Grippeopfern und die Anstrengungen, die er unternahm, um sie zu heilen, durchweg positiv.

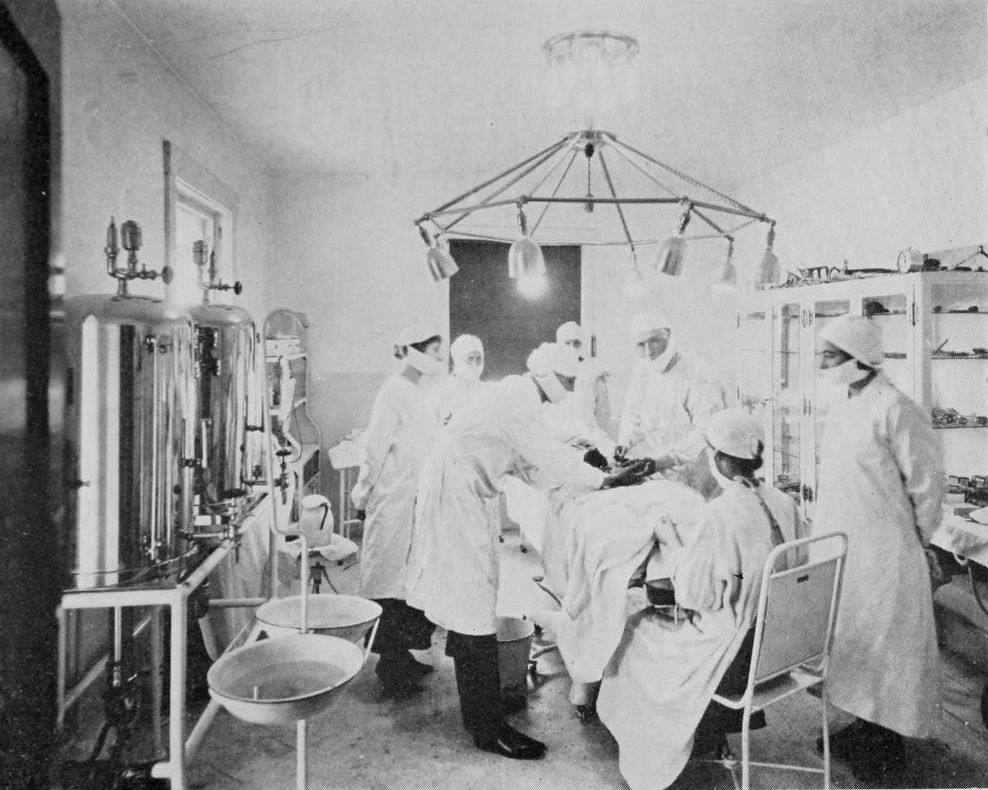
Operationssaal in Brinkley’s Klinik in Milford.

Wie in der von Brinkley in Auftrag gegebenen Biografie berichtet wird, kam er auf die Idee, Männern Ziegenhoden zu transplantieren, als ein „sexuell schwacher“ Patient ihn um Heilung bat. Brinkley antwortete zunächst scherzhaft, dass der Patient kein Problem hätte, wenn er „ein Paar dieser Bocksdrüsen in sich hätte“, woraufhin dieser ihn um Operation bat, was Brinkley auch tat.
In seiner Klinik spezialisierte sich Brinkley nunmehr auf Operationen, durch die männliche Potenz und Fruchtbarkeit wiederhergestellt werden sollte; zu einem Preis von 750 Dollar pro Operation (10.100 Dollar nach heutigem Wert) implantierte er seinen männlichen Patienten Hodendrüsen von Ziegen. In der Praxis gingen diese kruden Operationen nicht selten schädlich aus: Die Keimdrüsen der Ziege wurden auf den Hodensack des Mannes – später auch in die Nähe der weiblichen Eierstöcke – angeklebt und von den Körpern als Fremdkörper wahrgenommen. Da er diese Operationen zudem mit fehlender medizinischer Expertise ausübte, häufig unter Alkoholeinfluss stand und die Operationsumgebung nicht zureichend sterilisiert war, litten eine Vielzahl der Patienten an Infektionen und eine unbestimmte Anzahl von ihnen starb. Zwischen 1930 und 1941 wurde Brinkley mindestens zwölf Mal wegen fahrlässiger Tötung angeklagt (die genaue Zahl an Klagen ist nicht dokumentiert, wird aber wesentlich höher geschätzt).

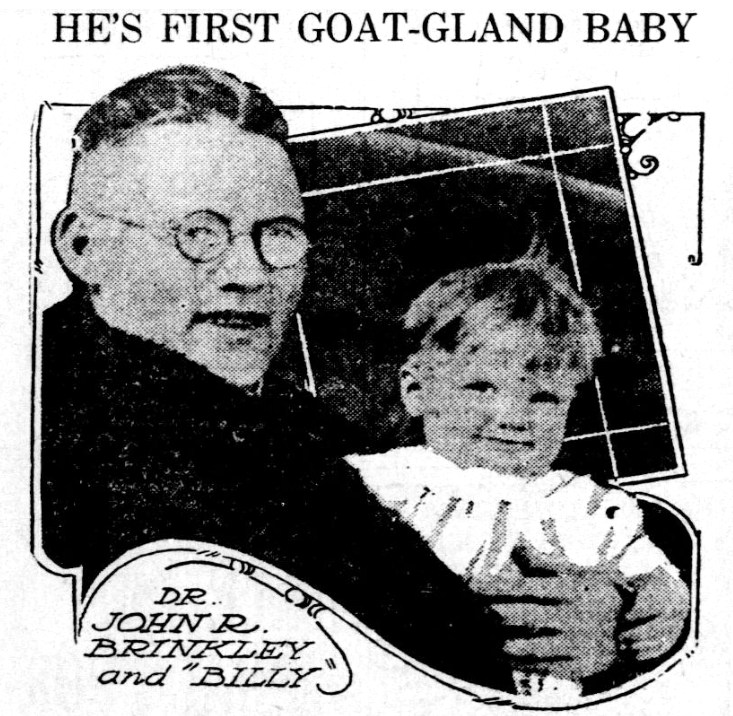
Zeitungsartikel von 1920 über Billy, das „erste Ziegendrüsenbaby“.

Wenige Monate nachdem Brinkley sein Geschäft eröffnet hatte, gelang ihm ein Werbecoup, der die großen Zeitungen auf den Plan rief: Die Frau seines ersten Patienten, dem eine Ziegendrüse transplantiert wurde, brachte einen Jungen zur Welt. Brinkley begann nun Ziegendrüsen nicht nur als Potenzmittel, sondern als Heilmittel für 27 Krankheiten zu bewerben; ihr Anwendungsbereich sollte von Demenz über Emphyseme bis hin zu Blähungen reichen. Mithilfe eines Werbeagenten wurden Brinkleys Behandlungen dargestellt, als würden sie unglückliche Männer in „den Widder, der jedes Lamm anzieht“ verwandeln. Seine plötzliche lokale Bekanntheit und seine stratosphärischen Behauptungen zogen die Aufmerksamkeit der American Medical Association auf sich, die einen verdeckten Ermittler in seine Klinik sendeten, um die dortigen Umstände zu untersuchen. Der Ermittler dokumentierte, eine Frau vorgefunden zu haben, der Ziegeneier als Heilmittel für einen Rückenmarkstumor verabreicht wurden. Die AMA stufte Brinkley schließlich als „Verdachtsfall“ ein und Arzt Morris Fishbein, der mit der Aufdeckung medizinischer Betrügereien Karriere gemacht hatte, wurde auf ihn aufmerksam.
Zur gleichen Zeit experimentierten auch andere Ärzte mit Drüsentransplantationen, darunter Serge Voronoff, der durch die Transplantation von Affenhoden bei Männern bekannt geworden war. Im Jahr 1920 demonstrierte Voronoff seine Technik vor mehreren anderen Ärzten in einem Krankenhaus in Chicago, bei dem Brinkley uneingeladen vorbeikam. Obwohl er an der Tür abgewiesen wurde, verschaffte sein Erscheinen ihm einen höheren Bekanntheitsgrad in der Presse und schließlich wurde ihm sogar eine eigene Vorführung im Chicagoer Krankenhaus ermöglicht. Unter Beobachtung von mehreren Pressevertretern transplantierte Brinkley 34 Patienten Ziegenhoden, darunter einem Richter, einem Stadtrat, einer Gesellschafts-Oberin und dem Kanzler der inzwischen aufgelösten Chicago Law School (nicht zu verwechseln mit der University of Chicago Law School). Sein Bekanntheitsgrad wuchs und das Drüsengeschäft in Milford lief auf Hochtouren.
1922 reiste Brinkley auf Einladung von Harry Chandler, dem Eigentümer der Los Angeles Times, nach Los Angeles und wurde aufgefordert, einem seiner Redakteure Ziegenhoden zu transplantieren. Wenn die Operation erfolgreich verlaufen würde, würde Chandler Brinkley zum „berühmtesten Chirurgen Amerikas“ machen, und wenn nicht, sollte er sich als „verdammt“ betrachten. Der Bundesstaat Kalifornien erkannte Brinkleys gekaufte Approbation von der Eclectic Medical University nicht an, aber durch Chandlers Kontakte in die Politik wurde ihm eine auf 30 Tage befristete Sondererlaubnis ausgeteilt. Die Operation wurde als Erfolg gewertet und Brinkley erhielt die versprochene positive Replik in Chandlers Zeitung, durch die zahlreiche neue Kunden, darunter auch einige Hollywood-Filmstars, Brinkley’s Praxis besuchten. Brinkley war so angetan von der Stadt und dem Geld durch die wohlhabenden potenziellen Patienten, dass er plante, seine Klinik dorthin zu verlegen. Seine Hoffnungen wurden jedoch enttäuscht, als die kalifornische Ärztekammer seinen Antrag auf eine unbefristete Zulassung als Arzt ablehnte, da sie in seinem Lebenslauf „Lügen und Unstimmigkeiten“ vorfinden konnten. Brinkley kehrte deshalb nach Kansas zurück und begann, seine Klinik in Milford auszubauen.
Brinkleys Aktivitäten inspirierten die Filmindustrie zu dem Begriff „goat gland“ (deutsch: „Ziegendrüse“) – das Aufpfropfen von Tonfilmsequenzen auf Stummfilme, um sie marktfähig zu machen. Erst als Brinkleys Scharlatanerie aufgedeckt wurde, wurde der Begriff in Filmkreisen gemieden.

### Brinkley’s erster Radiosender (KFKB)
Während seines Aufenthalts in Los Angeles besichtigte Brinkley den Hörfunksender KHJ, weil dieser Chandler gehörte. Er erkannte die Bedeutung des noch jungen Radios als Werbe- und Marketingmedium und beschloss, einen eigenen Sender zu gründen, um für seine Dienstleistungen zu werben. Bis 1923 hatte er genug Kapital angehäuft, um den Sender KFKB (Kurzform für „Kansas First, Kansas Best“ oder auch „Kansas Folks Know Best“) mit einem 1-Kilowatt-Sender aufzubauen. Im selben Jahr veröffentlichte der St. Louis Star einen zerreißenden Bericht über medizinische Titelmühlen und 1924 folgte die Kansas City Journal Post diesem Beispiel, wodurch Brinkley erstmals öffentlichkeitswirksam unerwünschte Aufmerksamkeit zuteilwurde. Im Juli 1924 erhob ein Geschworenengericht in San Francisco 19 Anklagen gegen Personen, die beschuldigt wurden in besagten Titelmühlen gefälschte medizinische Abschlüsse verkauft zu haben; später folgten Anzeigen gegen einige Ärzte, die diese Abschlüsse gekauft hatten. Durch Hinweise von Fishbein und der AMA wurde auch Brinkley angezeigt, obwohl dieser in Kansas und damit außerhalb des Zuständigkeitsbereichs des kalifornischen Gerichts residierte. Seine Verhaftung konnte verhindert werden, weil der damalige Gouverneur von Kansas, Jonathan M. Davis, die Auslieferung verweigerte; als Begründung führte er an, Brinkley würde dem Staat zu viel Geld einbringen. Brinkley verkündete dies im Radio als Sieg über die „Verleumdungskampagne“ der American Medical Association und Fishbeins, welcher zwischenzeitlich Zeitungsartikel im Journal of the American Medical Association schrieb, in denen er Brinkley und seine Behandlungen als „Quacksalberei“ abtat. Trotzdem lief Brinkleys Drüsengeschäft besser als je zuvor und mittlerweile flogen Patienten aus der ganzen Welt ein, um sich von ihm operieren zu lassen.
Brinkley sprach täglich stundenlang im Radio und warb vor allem für seine Ziegendrüsenbehandlungen. Er schmeichelte, beschämte und appellierte an das männliche (und weibliche) Ego und ihren Wunsch, sexuell aktiver zu sein. Zwischen Brinkleys eigenen Werbespots bot sein neuer Sender eine Vielzahl von Unterhaltungsangeboten, darunter Militärkapellen, kostenloser Französischunterricht, astrologische Vorhersagen, Märchenerzähler und „exotische Musik“, die in anderen Radiosendern nicht gespielt wurde; unter anderem hawaiianische Lieder, amerikanische Rootsmusik, Old-Time String, Gospel und frühe Country-Musik.
Schon bald wurde Brinkleys Radiosender zu einem der lukrativsten weltweit und auch Milford profitierte davon: Brinkley bezahlte ein neues Abwassersystem und Bürgersteige, installierte Elektrizität, baute einen Musikpavillon und finanzierte Wohnungen für seine Patienten und Angestellten sowie ein neues zentrales Postamt. Die Marine von Kansas ernannte ihn zum „Admiral“, obwohl er keinen einzigen Tag diente und die lokale Baseballmannschaft nannte sich in die „Brinkley Goats“ um.
Strebend nach Ehrentiteln, um seinen Ruf weiter aufzupolieren, reiste Brinkley 1925 nach Europa. Nachdem ihn mehrere Institute im Vereinigten Königreich abwiesen, fand Brinkley in der Universität Pavia, Italien, einen willigen Bewerber und bekam eine Ehrendoktorwürde verliehen. Fishbein und Brinkleys ehemaliger Lehrer Max Thorek erfuhren von der Verleihung und setzten die italienische Regierung unter Druck, sie rückgängig zu machen. Tatsächlich entzog Benito Mussolini, der im selben Jahr Diktator des faschistischen Italiens wurde, selbst den Titel, obwohl Brinkley ihn bis zu seinem Tod beanspruchte. Fishbeins Interesse, Brinkley für seine unethischen Praktiken zur Verantwortung zu ziehen wuchs und er veröffentlichte Profile von Menschen, die nach einem Besuch bei Brinkley krank geworden oder gestorben waren. Seine Bestrebungen gingen derweil nur mäßig auf: Während sich die Leserschaft der AMA-Zeitschrift überwiegend auf andere Ärzte beschränkte, fand Brinkleys Radiosender mittlerweile täglich in den Haushalten einfacher und vor allem fachfremder Bürger Anklang.
Am 3. September 1927 stellte Brinkley seinen frischgeborenen Sohn John Richard Brinkley III, genannt „Johnny Boy“, im Radio vor. Da das Baby nach über 14 Jahren Ehe zur Welt kam, verbreitete sich das Gerücht, Brinkley habe sich selbst der Ziegendrüsenbehandlung unterzogen. Die Brinkleys dementierten dies.

### Brinkleys „Medical Question Box“
Brinkley startete im Jahr 1928 eine neue Radiosendung mit dem Titel „Medical Question Box“, in der er medizinische Beschwerden seiner Hörer vorlas, sie diagnostizierte und ihnen Behandlungsvorschläge unterbreitete. Alle Behandlungen waren nur in einem Netz von bestimmten Apotheken erhältlich, die Mitglieder der neu gegründeten „Brinkley Pharmaceutical Association“ waren. Die angeschlossenen Apotheken verkauften Brinkleys rezeptfreie Medikamente zu stark überhöhten Preisen und schickten diesem für die Bewerbung einen Teil ihres Gewinns zurück. Zeitgenössischen Schätzungen zufolge habe Brinkley auf diese Weise wöchentlich 14.000 Dollar Gewinn erwirtschaftet, was einem Wert von etwa 11.278.200 Dollar pro Jahr entspricht (nach heutigem Wert ~189,6 Millionen Dollar). Die Berichte von Patienten, deren Krankheiten durch Brinkleys vorgeschlagene Behandlungen nicht geheilt wurden, häuften sich und das Pharmaunternehmen Merck & Co., deren Medikamente Brinkley routinemäßig falsch verschrieb, forderte Fishbein und die AMA auf, Maßnahmen zu ergreifen.
Der Kansas City Star, dem ein konkurrierender Radiosender gehörte, sendete eine Reihe ungünstiger Berichte über ihn. Bis 1930, als die Ärztekammer von Kansas eine formelle Anhörung abhielt, um über Brinkleys ärztliche Tätigkeit zu entscheiden, hatte dieser Sterbeurkunden für 42 Personen unterzeichnet, die als sie die Klinik besuchten noch nicht krank waren. Die Ärztekammer entzog ihm schließlich die Zulassung mit der Begründung, dass Brinkley „eine organisierte Scharlatanerie betrieben [hat], die weit über eine einfach Quacksalberei hinausgeht.“
Sechs Monate nach dem Verlust seiner ärztlichen Zulassung verweigerte die Federal Radio Commission die Erneuerung seiner Sendelizenz mit der Begründung, Brinkleys Sendungen bestünden hauptsächlich aus Werbung und sendeten obszönes Material aus. Seine Serie „Medical Question Box“ würde außerdem „dem öffentlichen Interesse zuwiderlaufen“. Er verklagte die Kommission, doch die Gerichte bestätigten den Entzug der Lizenz. Der Fall KFKB Broadcasting Association v. Federal Radio Commission ist ein Grundsatzurteil im Rundfunkrecht und bis heute Pflichtstoff im US-amerikanischen Jura-Studium.

## Politische Karriere

### Gouverneurswahlen in Kansas 1930
Brinkley reagierte auf den Verlust seiner medizinischen Lizenz und Rundfunkzulassung, indem er sich um das Amt des Gouverneurs von Kansas bewarb; ein politisches Amt, das es ihm ermöglichen würde, eigene Mitglieder für die Ärztekammer zu ernennen und damit seine Approbation wiederzuerlangen. Seine Kandidatur begann nur drei Tage nach dem Verlust seiner ärztlichen Zulassung und wurde vor allem über eine kostspielige Kampagne in seinem Radiosender beworben. Ihm zur Seite stand der größte Country-Musikstar von KFKB, Roy Faulkner, der mit Gitarre und Hut Auftritte gab, in denen er zur Wahl Brinkleys aufforderte. Brinkleys Wahlprogramm bestach vor allem durch Populismus: Er warb mit Versprechen von umfangreichen Bauarbeiten (z. B. ein See in jedem Bezirk), Bildung (z. B. kostenlose Schulbücher für alle Schüler und bessere Bildungsmöglichkeiten für Afroamerikaner) und hohen Altersrenten bei niedrigeren Steuern. Sein Programm richtete sich vor allem an Einwanderer, indem er bei KFKB deutsch- und schwedischsprachige Personen Sendezeit einräumte. Brinkley engagierte einen Piloten mit eigenem Flugzeug (bekannt unter dem Spitznamen „The Romancer“), um ihn aufsichtserregend zu seinen Wahlkampfkundgebungen zu fliegen. Bereits damals bezeichneten diverse lokale Zeitschriften Brinkley als „master of the publicity stunt“ (deutsch: „Meister des Werbegags“). Auch durch seinen harschen, oft beleidigenden Umgang mit Kritikern stach Brinkley von den anderen Kandidaten hervor; als etwa ein prominenter Zeitungsreporter einen Artikel veröffentlichte, in dem er hinterfragte, ob Brinkley als überführter Hochstapler die Qualitäten zur Führung eines Staates habe, schickte Brinkley ihm eine Ziege zu seiner Adresse.
Da er seine Kandidatur erst im September erklärte, nachdem die Stimmzettel bereits gedruckt wurden, war Brinkley ein „write-in-candidate“; heißt: Sein Name war nicht auf dem Stimmzettel abgedruckt, sondern musste unter dem Feld „Sonstige“ geschrieben werden. Trotz all dieser ungünstigen Umstände – der späten Kandidatur und dem „write-in“ – zeichnete sich ab, dass Brinkley die Wahl gewinnen würde. Um den Sieg zu verhindern verkündete William A. Smith, Generalstaatsanwalt von Kansas (derselbe, der Brinkley vor der Ärztekammer wegen seiner Scharlatanerie angeklagt hatte), nur drei Tage vor der Wahl eine Änderung des Wahlgesetzes: Der Name eines „write-in“-Kandidaten dürfe nur auf eine ganz bestimmte Weise geschrieben werden, damit die Stimme gezählt wird (im Fall Brinkleys als J. R. Brinkley); jede abgewandelte Form (etwa Dr. Brinkley oder John Brinkley) sei ungültig.
Am Ende erhielt Brinkley mehr als 180.000 Stimmen (29,5 % der Stimmen) und verlor damit gegen Harry Hines Woodring, den späteren Kriegsminister im Kabinett von Präsident Franklin D. Roosevelt. Ein damals im Des Moines Register veröffentlichter Artikel schätzte, dass zwischen 30.000 und 50.000 Stimmen durch die Wahlrechtsänderung disqualifiziert wurden. Und auch Woodring gab später zu, dass Brinkley bei Auszählung aller Stimmen gewonnen hätte.

### Gouverneurswahlen in Kansas 1932
Brinkley kandidierte 1932 erneut als Parteiloser und erhielt 244.607 Stimmen (30,6 % der Stimmen), wodurch er dem Republikaner Alf Landon unterlag, dem späteren republikanischen Kandidaten für die Präsidentschaftswahl 1936.
Nachdem sich seine Erfolgsaussichten in Kansas zerschlagen hatten, verkaufte Brinkley KFKB an eine Versicherungsgesellschaft und beschloss, näher an die mexikanische Grenze zu ziehen, um dort ungestraft einen leistungsstarken Radiosender zu betreiben. Obwohl er in Kansas nicht mehr als Arzt praktizieren konnte, hielt er seine Klinik in Milford offen und übertrug zwei seiner Schützlinge die Leitung. Brinkley zog nach Del Rio, Texas, um näher an Mexiko zu liegen.
Später im Jahrzehnt gehörte Brinkley zu der beachtlichen Gruppe von US-Amerikanern, die ihre Sympathie für den damaligen Diktator des Deutschen Reiches Adolf Hitler und die Philosophie des Nationalsozialismus äußerten. So befürwortete er auch Hitlers Prämierung als Person des Jahres durch die Zeitschrift Time im Jahr 1938.

## Brinkley zweiter Radiosender (XER)
Die mexikanische Regierung erteilte Brinkley eine 50.000-Watt-Funklizenz und dieser begann mit dem Bau von XER auf der anderen Seite der Brücke von Del Rio in Villa Acuña, Coahuila (inzwischen in Ciudad Acuña umbenannt). Unter starkem Druck des US-Außenministeriums stoppte die mexikanische Regierung die Bauarbeiten an XER vorübergehend, doch schon innerhalb weniger Wochen wurde der Bau wieder aufgenommen. XER sendete im Oktober 1931 zum ersten Mal auf einer AM-Frequenz von 840 Kilohertz, abgestrahlt von einer Luftwellenantenne.
Brinkley nutzte seinen neuen „Grenzsender“, um seine Kampagne für das Amt des Gouverneurs wieder aufzunehmen; der Ansatz schlug fehl und er verlor 1934 gegen den republikanischen Kandidaten Alf Landon. Obwohl Brinkley die amerikanische Radiolizenz entzogen worden war, war das Signal von XER so stark, dass es auch in Kansas noch zu hören war. 1932 erlaubte die mexikanische Regierung Brinkley, seine Wattleistung auf 150.000 Watt zu erhöhen. Einige Monate später sogar eine Million Watt, wodurch XER zur mit weitem Abstand reichweitenstärksten Radiostation der Welt wurde; in klaren Nächten soll das Programm selbst in Kanada zu hören gewesen sein. Kontemporären Berichten zufolge war das Signal so stark, dass es „Autoscheinwerfer einschaltete“, „Bettfedern zum Brummen brachte“ und dazu führte, dass die „Sendungen in Telefongespräche einflossen“. Mehrere Anwohner behaupteten, kein Radio zu brauchen, um Brinkleys Sender zu hören; sie empfingen ihn durch ihre Metallzäune und in ihren Zahnapparaten.
Brinkley setzte sein altes Radioformat fort, in dem er medizinische Ratschläge mit Werbung für Produkte verknüpfte. Männlichen Zuhörern wurde eine Reihe von teuren Mixturen angeboten, darunter Merbromin-Injektionen und Pillen, die ihnen helfen sollten, ihre sexuelle Leistungsfähigkeit wiederzuerlangen. In einer Klinik in seinem Hotel führte er nun auch Prostataoperationen durch. Als erster Radiosender wurde bei XER Sendezeit auch an andere Werbetreibende verkauft (für 1.700 Dollar pro Stunde, was einem Zeitwert von 26.300 Dollar entspricht). Brinkley füllte sein Radioprogramm auch weiterhin mit aufstrebenden Country- und Roots-Sängern, deren Karrieren zum Teil durch seinen Radiosender mitbegründet wurden (darunter Patsy Montana, Red Foley, Gene Autry, Jimmie Rodgers und The Carter Family).
Als die FRC 1932 die so genannten „Spooks“ (Programme von Gedankenlesern, Wahrsagern und andere Mystikern) aus dem US-Radio verbannte, folgten viele von ihnen Brinkleys Modell und eröffneten ihre eigenen Grenzsender in Mexiko. Bis 1932 waren 11 solcher Sender eröffnet worden, darunter XENT, XERB, XELO, XEG und XEPN.
Brinkley pendelte zwischen Milford und Del Rio und sendete oft von XER aus über das Telefon, um auch in Kansas klaren Empfang zu ermöglichen. Im Jahr 1932 erließ der US-Kongress ein Gesetz, das diese Praxis verbot, den so genannten Brinkley Act. Unbeeindruckt davon begann Brinkley, einige der ersten „elektrischen Transkriptionen“ zu verwenden – heute wohl als Voraufzeichnungen bezeichnet –, um das Gesetz zu umgehen. Etwa zu dieser Zeit beschloss er, den Rest seiner Verbindungen zu Kansas abzubrechen, sein dortiges Krankenhaus zu schließen und ein neues in Del Rio zu eröffnen; hierfür beanspruchte er drei Stockwerke des Roswell Hotels, wo er mit seiner Frau lebte.
1934 entzog die mexikanische Regierung Brinkley auf Druck der Vereinigten Staaten die Sendelizenz. Soldaten der mexikanischen Armee bewachten die Tür des Senders und eine Zeit lang musste er vom nahe gelegenen XEPN in Piedras Negras, Coahuila, senden.
Obwohl Brinkley auch weiterhin gelegentlich Ziegendrüsentransplantationen durchführte, verlagerte sich seine Praxis in Texas hauptsächlich auf die Durchführung leicht abgewandelter Vasektomien und „Prostata-Verjüngungen“, für die er bis zu 1.000 Dollar pro Operation (18.900 Dollar im heutigen Wert) verlangte. Für die Nachsorge verschrieb er seine eigene Medizin. Sein Geschäft, das durch Radiowerbung und Vorträge angekurbelt wurde, florierte weiter und er eröffnete eine weitere Klinik in San Juan, Texas, die auf den Dickdarm spezialisiert war.
Bis 1936 hatte Brinkley genug Reichtum angehäuft, um für sich und seine Frau eine Villa auf 6,5 Hektar Land zu bauen. Brinkley verfügte über ein Dutzend Cadillacs, ein Gewächshaus, einen schäumenden Springbrunnengarten, der von 8.000 Büschen umgeben war, exotische Tiere aus den Galapagosinseln und einen Swimmingpool mit einem drei Meter hohen Sprungturm. Im Jahr 1938, als ein konkurrierender Arzt Brinkleys Geschäft streitig machte, indem er ähnliche Eingriffe günstiger anbot, forderte dieser die Stadtverordneten von Del Rio auf, den Konkurrenten aus dem Geschäft zu drängen. Als diese sich weigerten, schloss Brinkley seinen Laden und eröffnete in der Innenstadt von Little Rock, Arkansas, ein weiteres Krankenhaus im heutigen Marylake-Kloster. Sein Konkurrent aus Del Rio eröffnete ein neues Krebszentrum in Eureka Springs, Arkansas, etwa 150 Meilen (240 km) nordwestlich von Little Rock.

## Prozesse und Tod
1938 veröffentlichte Brinkleys alter Erzfeind, Morris Fishbein, eine zweiteilige Serie mit dem Titel „Modern Medical Charlatans“ (deutsch: „Medizinische Scharlatane der Moderne“), in der Brinkleys unrühmliche Karriere und seine fragwürdigen medizinischen Qualifikationen gründlich erforscht und in Frage gestellt wurden. Brinkley verklagte Fishbein auf Verleumdung und 250.000 Dollar Schadensersatz (circa 5.100.000 Dollar nach heutigem Wert). Der Prozess begann am 22. März 1939 vor dem texanischen Richter R. J. MacMillan. Einige Tage später entschieden die Geschworenen den Prozess zugunsten Fishbeins und erklärten, dass Brinkley „als Scharlatan und Quacksalber in der gewöhnlichen, wohlverstandenen Bedeutung dieser Worte betrachtet werden sollte“. Das Urteil der Geschworenen löste eine Flut von Klagen gegen Brinkley aus, deren Gesamtwert nach Schätzungen weit über 3 Millionen Dollar lag (circa 61.200.000 Dollar nach heutigem Wert).
Etwa zu dieser Zeit begann auch die Bundessteuerbehörde Ermittlungen gegen Brinkley wegen Steuerbetrugs. Er meldete 1941 Konkurs an; im selben Jahr einigten sich die USA und Mexiko über die Zuteilung von Funkbandbreiten und schalteten XER ab. Bald nach seinem Konkurs begann die Bundespost ihrerseits Ermittlungen wegen Postbetrugs.
Brinkley erlitt drei Herzinfarkte und wegen seiner Kreislaufschwäche wurde ihm das Bein amputiert. Am 26. Mai 1942 starb er mittellos an Herzversagen in San Antonio; der Fall des Postbetrugs war noch nicht zur Verhandlung gekommen. Er wurde später auf dem Forest Hill Cemetery in Memphis, Tennessee, beigesetzt.

## Nachwirken
Brinkley’s Villa, gemeinhin als „Brinkley Mansion“ bezeichnet, steht noch heute am 512 Qualia Drive in Del Rio und wurde vom Bundesstaat Texas als Historische Sehenswürdigkeit ausgewiesen (Historic Landmark Nummer 13015).
Brinkleys Leben ist Gegenstand mehrerer Bücher aus dem 20. und 21. Jahrhundert, darunter Werke von Clement Wood, Gerald Carson, R. Alton Lee und Pope Brock. Im Jahr 2012 wurde Brinkley in der Travel-Channel-Serie Mysterien im Museum thematisiert.
Im Jahr 2016 drehte die Regisseurin Penny Lane den Dokumentarfilm Nuts! über Brinkleys Leben, in dem Szenen aus seinem Leben durch Animationen illustriert werden. Auch der Reply-All-Podcast behandelt in Folge #86, Man of the People, Brinkleys Leben. Ein Film, der auf der Podcast-Episode basiert, befindet sich in der Entwicklung. Er soll von Regisseur Richard Linklater geschrieben werden und Robert Downey Jr. in der Hauptrolle zeigen.
Brinkley’s Grab wurde Anfang 2017 durch Vandalismus verunstaltet. Der geflügelte Engel auf der Säule wurde abgeschnitten und gestohlen. Bis heute wurden weder die Täter, noch der Engel gefunden.
2020 veröffentlichte die Untitled Theater Company No. 61 einen vierteiligen Audio-Drama-Podcast von Edward Einhorn, moderiert von Dan Butler, mit dem Titel The Resistible Rise of J. R. Brinkley.